# Березовка (Грязинский район)
Бере́зовка — деревня Верхнетелелюйского сельсовета Грязинского района Липецкой области. 

## Население
| 2010 | 2013 |
| ---- | ---- |
| 55   | ↘46  |